# Canberra Museum and Gallery

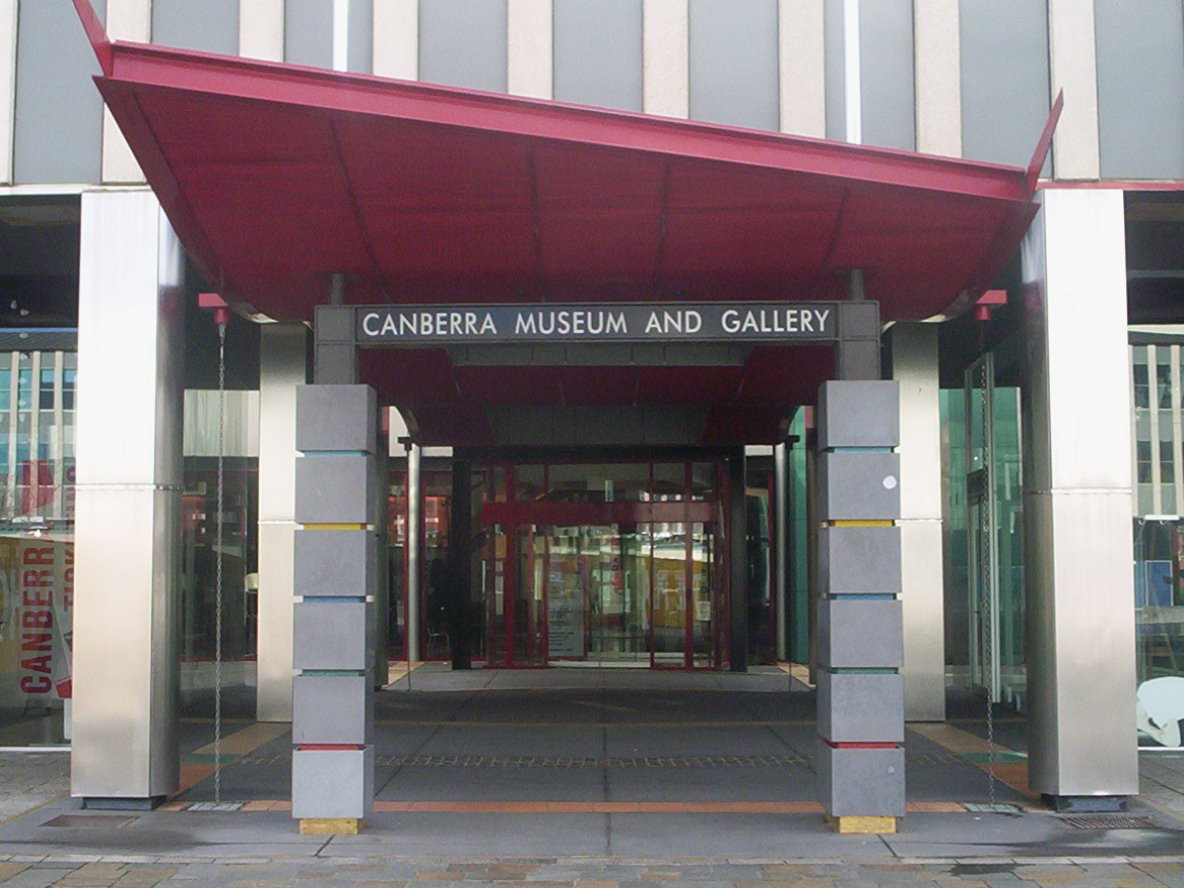
Eingang zum CMAG

Canberra Museum and Gallery (CMAG) ist ein Museum in der australischen Hauptstadt Canberra. Es befindet sich am London Circuit im Stadtzentrum und wurde am 13. Februar 1998 eröffnet.
Das Museum befasst sich mit der Kunst und der Geschichte von Canberra und Umgebung. Neben der Dauerausstellung Reflecting Canberra gibt es regelmäßig Wechselausstellungen. Zu den Exponaten gehören unter anderem solche, die auf die verheerenden Buschfeuer im Januar 2003 Bezug nehmen. In dem zweistöckigen Gebäude sind auch zahlreiche Kunstgalerien untergebracht, mit verschiedenen Ausstellungen von Gemälden, Fotografien und anderen Kunstwerken. Darüber hinaus ist auch eine Mediathek vorhanden.